# Abul Ala Maududi
Abul Ala Maududi (en urdu: ابو الاعلی مودودی en bengalí: আবুল আ'লা মওদুদী – pronunciaciones alternativas del apellido Maudoodi, Mawdudi, también conocido como Shaykh al-Hadith Maududi), (Aurangabad, 25 de septiembre de 1903 – Búfalo, 22 de septiembre de 1979) fue un erudito, imán y periodista paquistaní.
Fue uno de los ideólogos islamistas más influyentes del siglo XX y sus obras, escritas en urdu, fueron traducidas a varios idiomas, entre ellos, el árabe, el hindi y el inglés. Creyó que la política era esencial para el Islam, para la implantación de la sharia y para la preservación de la cultura musulmana, amenazada según él por el secularismo, el nacionalismo y la emancipación de las mujeres. Para ello fundó seis años antes de la partición de la India en 1947, Jamaat-e-Islami, la organización islamista más grande de Asia.

## Primeros años y educación
Abul Ala Maududi nació el 25 de septiembre de 1903 en Aurangabad, que en entonces era parte del estado principesco de Hyderabad, Raj británico. Fue el menor de tres hermanos de una tradicional familia musulmana, poseedora de un largo linaje que data incluso desde el siglo XII, y en el que muchos de sus antepasados fueron destacados líderes islámicos de la corriente sufista, especialmente de la Orden Chishti.
Su padre, Ahmad Hasan Maududi, era un abogado profundamente religioso, quién en un punto de su vida dejó la abogacía para dedicarse íntegramente en los ejercicios místicos propios del sufismo. Abul y sus hermanos fueron educados en su hogar por parte de su padre el cual, a diferencia de lo que hubiesen aprendido bajo educación formal, no incluía aprendizajes provenientes de Occidente, ni tampoco una formación tradicional islámica. Por ello, Abul no fue educado sistemáticamente bajo la jurisprudencia islámica (Fiqh), así como no poder hablar inglés ni árabe. Aun así, tanto bajo esa formación como tras ingresar a la educación formal a la edad de 11 años, Abul fijó su interés hacia las obras de numerosos eruditos islámicos, y desarrolló la idea de que los pensadores musulmanes deberían liberarse de la influencia occidental, siendo sustituido por un islamismo que cubra absolutamente todos los aspectos de la vida de la sociedad, incluyendo el ámbito político, económico, social y cultural de este.

## Carrera periodística
En 1918, a la edad de 15 años, su padre falleció, por lo que su educación formal finaliza de forma repentina, y comienza a trabajar como periodista para cubrir económicamente a su familia, al mismo tiempo que comienza a educarse de manera autónoma. A los 17 años, se convirtió en corresponsal y luego editor del periódico Taj, el cual operaba en Jabalpur. Fue en ese período en donde escribió una de sus obras más importantes de su vida, Tarjuman al-Quran, el cual consiste en una serie de breves pero poderosos comentarios sobre el Corán en idioma urdu, y cuyo éxito daría paso a que Abul escribiese numerosas obras relacionadas con el rol del islam en múltiples aspectos de la vida. Posterior a esta obra, seguirían otras que serían traducidas en múltiples idiomas, como Mabadi' al-Islam (Principios del Islam) y Tafhim al-Quran (El significado del Corán), en el que simplificó los significados del Corán para un público masivo.

## Ideología y activismo político
Fue influido por el pensamiento islamista de Muhammad Iqbal, «el padre intelectual y espiritual de Pakistán». Así, se mostró contrario al nacionalismo, al capitalismo y al socialismo.
En 1941, tres años después de la muerte de Iqbal, fundó Jamaat-e-Islami, una organización islamista, que ha sido considerada como «el primer partido revolucionario de vanguardia al estilo leninista de todo el mundo islámico» y como la primera en formular un «programa coherente y consistente para un Estado islámico» en el que Dios, y no la nación, era el soberano absoluto, por lo que su ideología se puede definir como teocrática. Inicialmente Jamaat-e-Islami tuvo muy pocos seguidores, pero ejerció una gran influencia entre numerosos pensadores y activistas musulmanes, como el ayatolá Jomeini de Irán, que tradujo al persa muchas obras de Maududi. También influyó en Sayyid Qutb de los Hermanos Musulmanes de Egipto y en el iraní Alí Shariati.
La idea de constituir un partido islamista revolucionario «de vanguardia» fue recogida por los yihadistas que, como los fundadores de Al Qaeda, predicaban la guerra santa contra los dictadores de los países musulmanes y contra sus aliados occidentales.
El dictador pakistaní Zia-ul-Haq aplicó parte de su programa islamista en la década de 1980, aunque Maududi no pudo verlo porque falleció en 1979.